# Новичівська сільська рада
Но́вичівська сільська́ ра́да — адміністративно-територіальна одиниця та орган місцевого самоврядування в Шепетівському районі Хмельницької області. Адміністративний центр — село Новичі.

## Загальні відомості
Новичівська сільська рада утворена в 1937 році.
- Територія ради: 8,163 км²
- Населення ради: 1 565 осіб (станом на 2001 рік)

## Населені пункти
Сільській раді підпорядковані населені пункти:
- с. Новичі
- с. Жолудки
- с. Мальованка
- с. Поляна

## Склад ради
Рада складається з 16 депутатів та голови.
- Голова ради: Шако Микола Михайлович
- Секретар ради: Шевчук Любов Василівна

### Керівний склад попередніх скликань
| Прізвище, ім'я, по батькові   | Основні відомості                                                 | Дата обрання | Дата звільнення |
| ----------------------------- | ----------------------------------------------------------------- | ------------ | --------------- |
| Михальчук Валентина Василівна | Сільський голова, 1960 року народження, позапартійна              | 26.03.2006   | 31.10.2010      |
| Шако Микола Михайлович        | Сільський голова, 1968 року народження, освіта вища, безпартійний | 31.10.2010   |                 |

Примітка: таблиця складена за даними сайту Верховної Ради України

### Депутати
За результатами місцевих виборів 2010 року депутатами ради стали:

#### За суб'єктами висування
| Суб'єкт висування                 | Кількість обраних депутатів | %    |
| --------------------------------- | --------------------------- | ---- |
| Самовисування                     | 9                           | 56,3 |
| Партія регіонів                   | 5                           | 31,3 |
| Політична партія «Сильна Україна» | 2                           | 12,5 |

#### За округами
| № округу                          | Прізвище, ім'я, по батькові       | Дата визнання обраним | Освіта             | Партійна приналежність                        | Відомості про обраного депутата                                      |
| --------------------------------- | --------------------------------- | --------------------- | ------------------ | --------------------------------------------- | -------------------------------------------------------------------- |
| Партія регіонів                   |                                   |                       |                    |                                               |                                                                      |
| 5                                 | Мойпанюк Ірина Василівна          | 02.11.2010            | вища               | позапартійна                                  | Новичівська сільська рада, бухгалтер                                 |
| 10                                | Романюк Наталія Володимирівна     | 02.11.2010            | середня спеціальна | позапартійна                                  | Полянський будинок культури, техпрацівник                            |
| 12                                | Шевчук Любов Василівна            | 02.11.2010            | вища               | позапартійна                                  | Новичівська сільська рада, секретар                                  |
| 15                                | Юриста Алла Андріївна             | 02.11.2010            | вища               | позапартійна                                  | Полянська загальноосвітня школа І-ІІІ ст., заступник директора школи |
| 16                                | Мельник Валентина Василівна       | 02.11.2010            | вища               | позапартійна                                  | Полянська сільська бібліотека, бібліотекар                           |
| Політична партія «Сильна Україна» |                                   |                       |                    |                                               |                                                                      |
| 8                                 | Рабчевська Катерина Олександрівна | 02.11.2010            | середня спеціальна | член Політичної партії «Сильна Україна»       | Полянська загальноосвітня школа І-ІІІ ст., вчитель                   |
| 11                                | Левчук Сергій Миколайович         | 02.11.2010            | вища               | позапартійний                                 | Шепетівське РСЛКП, майстер лісу                                      |
| Самовисування                     |                                   |                       |                    |                                               |                                                                      |
| 1                                 | Харій Ірина Петрівна              | 02.11.2010            | середня спеціальна | позапартійна                                  | Відділення зв'язку с. Новичі, листоноша                              |
| 2                                 | Швець Людмила Іванівна            | 02.11.2010            | вища               | позапартійна                                  | тимчасово не працює                                                  |
| 3                                 | Савчук Тамара Юріївна             | 02.11.2010            | вища               | позапартійна                                  | Новичівська сільська рада, землевпорядник                            |
| 4                                 | Швець Анатолій Степанович         | 02.11.2010            | середня спеціальна | позапартійний                                 | АРТ «База» м. Шепетівка, кочегар                                     |
| 6                                 | Руда Лілія Дмитрівна              | 02.11.2010            | вища               | позапартійна                                  | Новицька загальноосвітня школа І-ІІІ ст., вчитель                    |
| 7                                 | Лабенська Олена Дмитрівна         | 02.11.2010            | середня спеціальна | член Всеукраїнського об'єднання «Батьківщина» | Мальованський сільський клуб, зав.клубом                             |
| 9                                 | Охрімець Людмила Анатоліївна      | 02.11.2010            | вища               | позапартійна                                  | тимчасово не працює                                                  |
| 13                                | Хомарецька Людмила Анатоліївна    | 02.11.2010            | вища               | член Всеукраїнського об'єднання «Батьківщина» | ШПТМ, секретар                                                       |
| 14                                | Гаврилюк Валентина Антонівна      | 02.11.2010            | вища               | позапартійна                                  | Полянська загальноосвітня школа І-ІІІ ст., вчитель                   |